# Franz Müller-Gossen
Franz Müller-Gossen (Mönchengladbach, province de Rhénanie, 1871 - Lausanne, Suisse, 1946) est un  peintre de marine allemand.